# 김광림 (극작가)
김광림(1952년 10월 17일 - )은 대한민국의 극작가이다.

## 약력
- 경기고등학교 졸업
- 서울대학교 불어불문학과 학사 출신
- UCLA 연극과 대학원 예술학 석사 출신
- 서울예술전문대학 교수
- 극단 연우무대 예술감독
- 한국예술종합학교 연극원 원장을 지냄
- 현재 동 학교 연극원 극작과 교수(2010년 8월 현재)

## 주요 저서

### 희곡
- 날 보러 와요
- 나는 고백한다
- 나는 꿈에 장주가 되었다
- 집
- 저 별이 위험하다
- 홍동지는 살어있다
- 사랑을 찾아서
- 우리나라 우투리
- 멍

### 그 외
- 사랑을 찾아서(희곡집)
- 달라진 저승(희곡집)
- 어릿광대의 정치학(번역서)

## 수상 경력
- 1989년 동아연극상 연출상(수족관)
- 1993년 백상예술대상 연출상, 작품상, 대상(북어대가리)
- 1996년 서울연극제 대상(날 보러 와요)
- 1996년 백상예술대상 희곡상(날 보러 와요)
- 1996년 한국예술평론가협회 올해의 예술가상